# Изабелла Люксембургская
Изабелла Люксембургская (1247—1298) — графиня Фландрии и маркграфиня Намюра в браке с Ги де Дампьером.

## Жизнь
Изабелла была третьим ребёнком из семи детей графа Люксембурга Генриха V и его жены Маргариты де Бар.
В марте 1265 года Изабелла вышла замуж за Ги де Дампьера. Её брак был предопределён событиями, которые произошли за много лет до её рождения. Около 1165 года у её прадеда Генриха IV Слепого, графа Намюра и Люксембурга, не было детей от первого брака. Он назвал своего брата Балдуина IV де Эно своим преемником. Балдуин умер в 1171 году, и Генрих Слепой назначил своим преемником своего племянника Бодуэна V из Эно. В попытке завести своих детей и наследников Генрих Слепой женился во второй раз, на Агнессе Гелдернской, которая родила дочь Эрмезинду; Генрих Слепой нарушил обещание Бодуэну, объявив дочь наследницей. Началась война, в результате которой Бодуэн наследовал графство Намюр.
Отец Изабеллы, будучи сыном Эрмезинды, отстаивал свои права на Намюр. Генрих V потерпел неудачу и родители Изабеллы хотели помириться с Ги из-за спора о Намюре. Изабелла стала второй женой Ги; его первая жена Матильда умерла годом ранее. У Ги уже было восемь детей от брака с Матильдой.
Ги устроил помолвку между своей дочерью Филиппой и Эдуардом, принцем Уэльским. Однако король Франции Филипп IV заключил Ги и двух его сыновей в тюрьму, заставил его расторгнуть помолвку и держал Филиппу в заключении в Париже до её смерти в 1306 году. Ги снова вызвали к королю в 1296 году, а главные города Фландрии были взяты под королевскую протекцию, пока Ги не выплатил контрибуцию и не сдал свои территории королю.
Изабелла умерла в сентябре 1298 года, а её муж скончался шесть лет спустя, в 1304 году.

## Дети
Дети Ги и Изабеллы:
- Маргарита (ум. 1331); 1-й муж: с 1279/1282 (Роксбург) Александр (21 июня 1264 — 28 января 1283), принц Шотландский[3]; 2-й муж: с 3 июля 1286 Райнальд I (ум. 9 октября 1326), граф Гелдерна
- Жанна (ум. 1296), монахиня во Флине в 1283
- Беатриса (ум. после 1307); муж: Гуго (Юг) II де Шатийон (1258—1307), граф де Блуа и де Дюнуа с 1292[4]
- Жан I (1267 — 28 октября 1329/31 января 1330), маркграф Намюра с 1298
- Ги (ум. октябрь 1311), сеньор де Рено, граф Зеландии в 1294
- Генрих (ум. 6 ноября 1337), граф де Лоди
- Изабелла (ум. 1323); муж: с 1307 Жан де Фиенн (ум. после 1333), шателен Бурбура, сеньор де Фиенн и Тенгри
- Филиппа (ум. 2 февраля 1304)